# Juan Carlos Casasola
Juan Carlos Casasola (Cidade do México 4 de maio de 1967) é um ator, cantor e apresentador mexicano.

## Filmografia

### Televisão
- Mujeres de negro (2016) .... Joel
- Corona de lágrimas (2012-2013) .... Benjamín Aguilar
- Mañana es para siempre (2008) .... Graciano
- Destilando amor (2007) .... Lic. Grajales
- La fea más bella (2006) .... Jorge y él mismo.
- Barrera de amor (2005) .... Pancho
- Mujer de madera (2004) .... Heriberto
- Amarte es mi pecado (2004) .... Gonzalo Carrera
- Entre el amor y el odio (2002) .... Catrín
- Sin pecado concebido (2001) .... Sergio Orozco
- Aventuras en el tiempo (2001) .... Lic. Chacal
- Rayito de luz (2000) .... Justino Hernández
- Carita de ángel (2000) .... Calixto
- Locura de amor (2000) .... Damián
- ¡Amigos x siempre! (2000) .... Fernando
- Soñadoras (1998)
- Gotita de amor (1998) .... Romano Côrrea
- Tú y yo (1996) .... Gonzalo
- El vuelo del águila (1994) .... Francisco Zarco
- Dos mujeres, un camino (1993) .... Leobardo
- Mágica juventud (1992)
- La pícara soñadora (1991) .... Fausto Medrano
- Días sin luna (1990) .... Gastón Solís
- Cuando llega el amor (1989 - 1990) .... Beto

### Seriados
- Adictos (2009)
- La rosa de Guadalupe (2008) .... Aaron/Anastasio
- Guerra de chistes (2008) (Conductor)
- Ugly Betty (2007) .... Lobo
- Objetos perdidos (2007) .... Manager
- Mujer, casos de la vida real (1995 - 2007)

### Cinema
- Un tigre en la cama (2009)
- Perro rabioso III: Tras el rostro (1992) .... Samy
- Perro rabioso 2 (1991) .... Samy
- Muerte por partida doble (1991) .... Alfonso
- Retén (1991)
- Infamia (1991)
- Malditos amapoleros (1990)
- Entre la fe y la muerte (1990)

## Prêmios e indicações

### Prêmio TVyNovelas
| Ano  | Categoria               | Telenovela           | Resultado |
| ---- | ----------------------- | -------------------- | --------- |
| 1991 | Melhor ator antagonista | Cuando llega el amor | Indicado  |